# Diócesis de Santo Amaro
La diócesis de Santo Amaro (en latín: Dioecesis Sancti Mauri y en portugués: Diocese de Santo Amaro) es una circunscripción eclesiástica latina de la Iglesia católica en Brasil, sufragánea de la arquidiócesis de San Pablo. La diócesis tiene al obispo Giuseppe Negri, P.I.M.E. como su ordinario desde el 2 de diciembre de 2015. 

## Territorio y organización
La diócesis tiene 563 km² y extiende su jurisdicción sobre los fieles católicos de rito latino residentes en la parte meridional del municipio de São Paulo en el estado de São Paulo.
La sede de la diócesis se encuentra en la ciudad de São Paulo, en el distrito de Santo Amaro, en donde se halla la Catedral de San Amaro.
En 2020 en la diócesis existían 111 parroquias agrupadas en 11 sectores: Cupecê, Grajaú, Interlagos, Jordanópolis, Parelheiros, Pedreira, Sabará, Santa Catarina, Santo Amaro, Varginha y Veleiros.

## Historia
La diócesis fue erigida el 15 de marzo de 1989 con la bula Ea in regione del papa Juan Pablo II, obteniendo el territorio de la arquidiócesis de San Pablo.

## Estadísticas
De acuerdo al Anuario Pontificio 2021 la diócesis tenía a fines de 2020 un total de 2 611 251 fieles bautizados.
| Año                                                                             | Población            | Población | Población      | Sacerdotes | Sacerdotes    | Sacerdotes    | Bautizados por sacerdote | Diáconos permanentes | Religiosos | Religiosos | Parroquias |
| Año                                                                             | Bautizados católicos | Total     | % de católicos | Total      | Clero secular | Clero regular | Bautizados por sacerdote | Diáconos permanentes | Varones    | Mujeres    | Parroquias |
| ------------------------------------------------------------------------------- | -------------------- | --------- | -------------- | ---------- | ------------- | ------------- | ------------------------ | -------------------- | ---------- | ---------- | ---------- |
| 1990                                                                            | 1 162 000            | 2 000     | 58.1           | 73         | 25            | 48            | 15 917                   |                      | 164        | 302        | 33         |
| 1999                                                                            | 2 400 000            | 2 891 000 | 83.0           | 114        | 66            | 48            | 21 052                   |                      | 88         | 140        | 63         |
| 2000                                                                            | 1 995 950            | 2 851 357 | 70.0           | 116        | 59            | 57            | 17 206                   |                      | 162        | 212        | 66         |
| 2001                                                                            | 2 250 000            | 3 000     | 75.0           | 119        | 78            | 41            | 18 907                   |                      | 103        | 212        | 68         |
| 2002                                                                            | 2 000                | 2 700 000 | 74.1           | 133        | 88            | 45            | 15 037                   |                      | 171        | 257        | 76         |
| 2003                                                                            | 1 900 000            | 2 800 000 | 67.9           | 159        | 95            | 64            | 11 949                   |                      | 155        | 221        | 90         |
| 2004                                                                            | 1 900 000            | 2 800 000 | 67.9           | 165        | 102           | 63            | 11 515                   |                      | 154        | 177        | 90         |
| 2010                                                                            | 2 329 000            | 3 197 000 | 72.8           | 211        | 130           | 81            | 11 037                   |                      | 167        | 260        | 99         |
| 2014                                                                            | 2 645 000            | 3 308 000 | 80.0           | 221        | 123           | 98            | 11 968                   |                      | 182        | 271        | 110        |
| 2017                                                                            | 2 590 425            | 3 132 211 | 82.7           | 214        | 117           | 97            | 12 104                   |                      | 222        | 363        | 112        |
| 2020                                                                            | 2 611 251            | 3 150 751 | 82.9           | 188        | 120           | 68            | 13 889                   |                      | 161        | 289        | 111        |
| Fuente: Catholic-Hierarchy, que a su vez toma los datos del Anuario Pontificio. |                      |           |                |            |               |               |                          |                      |            |            |            |

## Episcopologio
- Fernando Antônio Figueiredo, O.F.M. (15 de marzo de 1989-2 de diciembre de 2015 retirado)
- Giuseppe Negri, P.I.M.E., por sucesión el 2 de diciembre de 2015